# Lindenberg im Allgäu
Lindenberg im Allgäu (letteralmente: "Lindenberg in Algovia"; ufficialmente: Lindenberg i.Allgäu) è una città tedesca di 11 741 abitanti, situata nel land della Baviera.